# Keiki Midorikawa
Keiki Midorikawa  (japanisch 翠川 敬基 Midorikawa Keiki; * 10. Mai 1949) ist ein japanischer Jazzmusiker (Kontrabass, Cello).

## Leben
Keiki Midorikawa spielte in den 1970er Jahren in der japanischen Free-Jazz-Szene u. a. im Trio von Itaru Oki, mit dem auch erste Plattenaufnahmen entstanden (Homicide Classroom). Des Weiteren arbeitete er in den Formationen Cosmic Pulsation Unity, und F.M.T., im Masahiko Togashi Trio/Quartett, im Steve Lacy Sextet (The Wire, 1975),  mit Anthony Braxton (Four Compositions (1973), mit Masahiko Satoh, Hozumi Tanaka), in Masahiko Satohs Band Garandoh, im Now Music Ensemble (Inspiration & Power 14 (1973), mit Hozumi Tanaka, Tadashi Yoshida, Kazutoshi Kakubari, Yoshiaki Fujikawa, Hiroaki Katayama).
1975 wirkte Midorikawa mit Itaru Oki (Live at Jazz Spot Combo 1975); außerdem nahm er unter eigenem Namen das Album Five Pieces of Cake (Offbeat) auf, an dem Tadashi Yoshida, Yoshiaki Fujikawa, Hiroaki Katayama und Shōji Nakayama mitwirkten; 1976 folgte noch das Album Grüne Revolution, das Duos mit  Masahiko Satoh bzw. Masayuki Takayanagi enthielt. 1984 trat er mit dem East Asia Orchestra auf der Jazzbühne Berlin auf. Im Bereich des Jazz war er zwischen 1970 und 1986 an 27 Aufnahmesessions beteiligt, zuletzt im Duo mit Peter Kowald in einer FMP-Produktion in Tokyo.